# 格奥尔基·阿尔图罗维奇·波波夫
格奥尔基·阿尔图罗维奇·波波夫（羅馬化：Georgiy Arturovich Popov；2001年5月27日—）是俄罗斯跆拳道运动员。他在2018年青奥会男子55公斤级比赛中获得金牌。他在2019年世界跆拳道锦标赛上获得银牌。